# 一次性筷子

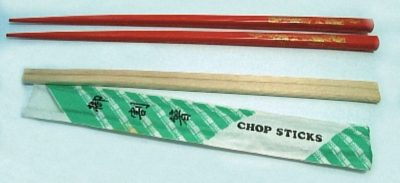
塗漆木筷（上方）與元祿筷（下方，便利筷的一種）

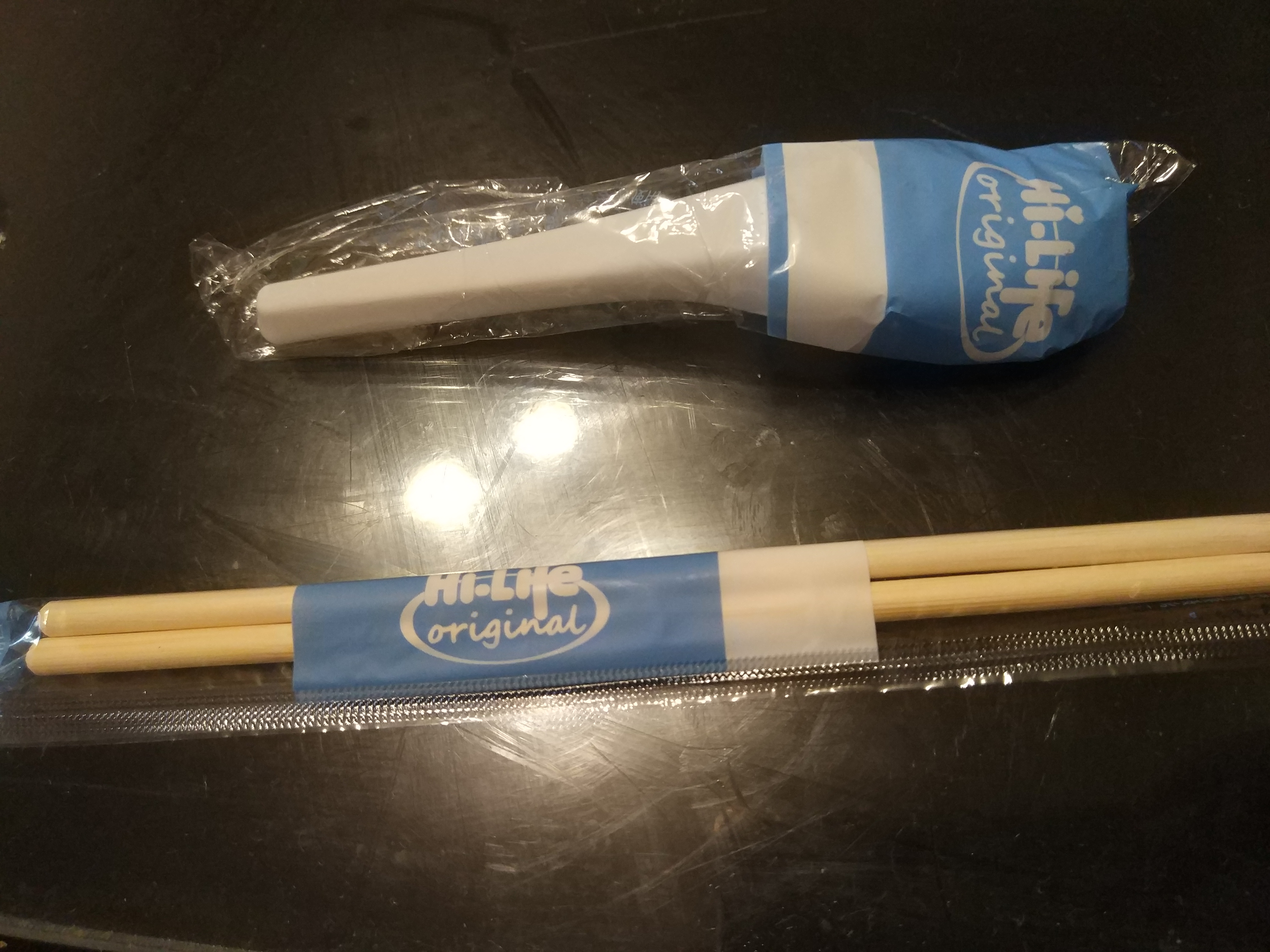
採用孟宗竹製成的免洗筷和聚丙烯製成的塑膠湯匙。由萊爾富超商提供。

一次性筷子是免洗餐具的一種，指一般只使用一次就抛弃的筷子。
一般是採用竹子製造而成。木材如白楊、山楊、白樺、松、檜、杉等等。一些較高級的木材如檜的幽香可增進食慾。而竹製的免洗筷因為會吸收外間的濕氣，以致發霉，所以製作時必須添加漂白劑或防腐劑等等。人體若吸收過量會危害健康。
在一些小吃店、快餐店或路邊攤，多會供應客人一副這種筷子；如果是外帶的便當，通常也會在包裝的時候附上一副。
在日本，對衛生筷的原料十分講究，因為不同原料的衛生筷會影響食物的味道，例如日式法國料理多會選用杉箸或檜箸，而燒鳥店（烤雞肉店）、日式中華料理、拉麵店會選用白樺箸。

## 種類
日本割箸可以分以下種類：

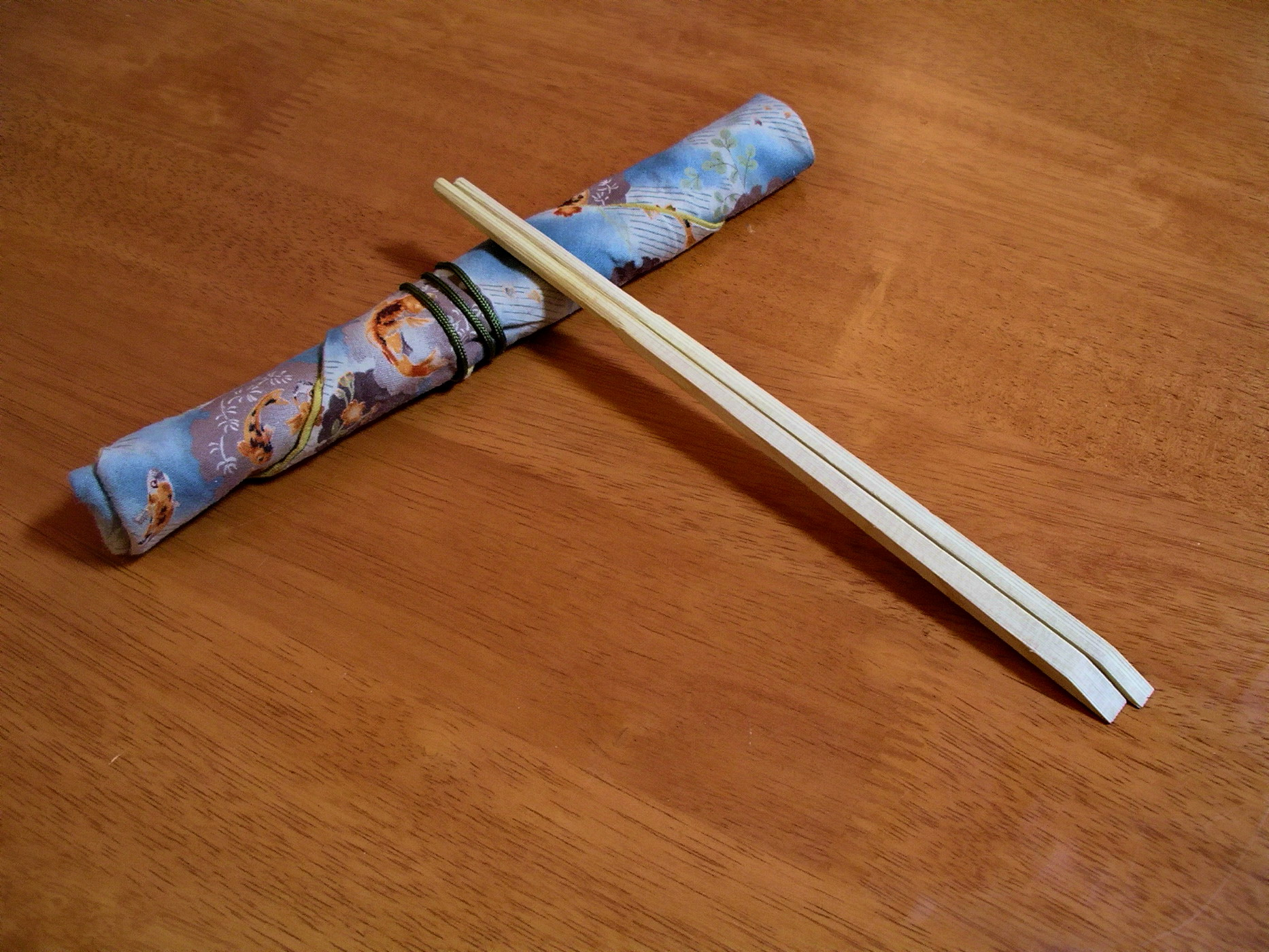
天削筷

- 元祿：筷子尾部四角被削，打磨平滑，較容易分開來挾食物。
- 天削（てんそげ）：頂部被斜削去一部份，易於分辨頭尾，不會倒轉使用。
- 利久：漢字也作「利休」，兩隻筷子分開但中間緊貼，故又名「夫婦利久」。
- 丁六：最基本的免洗筷，從頭到尾都是平的，只是把木片從中間分開，容易倒轉使用，分開時也可能分得不好，變成頂部一大一小。
- 小判：尾端部份呈橢圓形，像江戶時代的流通貨幣小判金一樣，故名小判
- 卵中：又名「兩口箸」，和利久一樣兩隻筷子是分開的。兩端既細且窄，中間粗。

## 筷子套

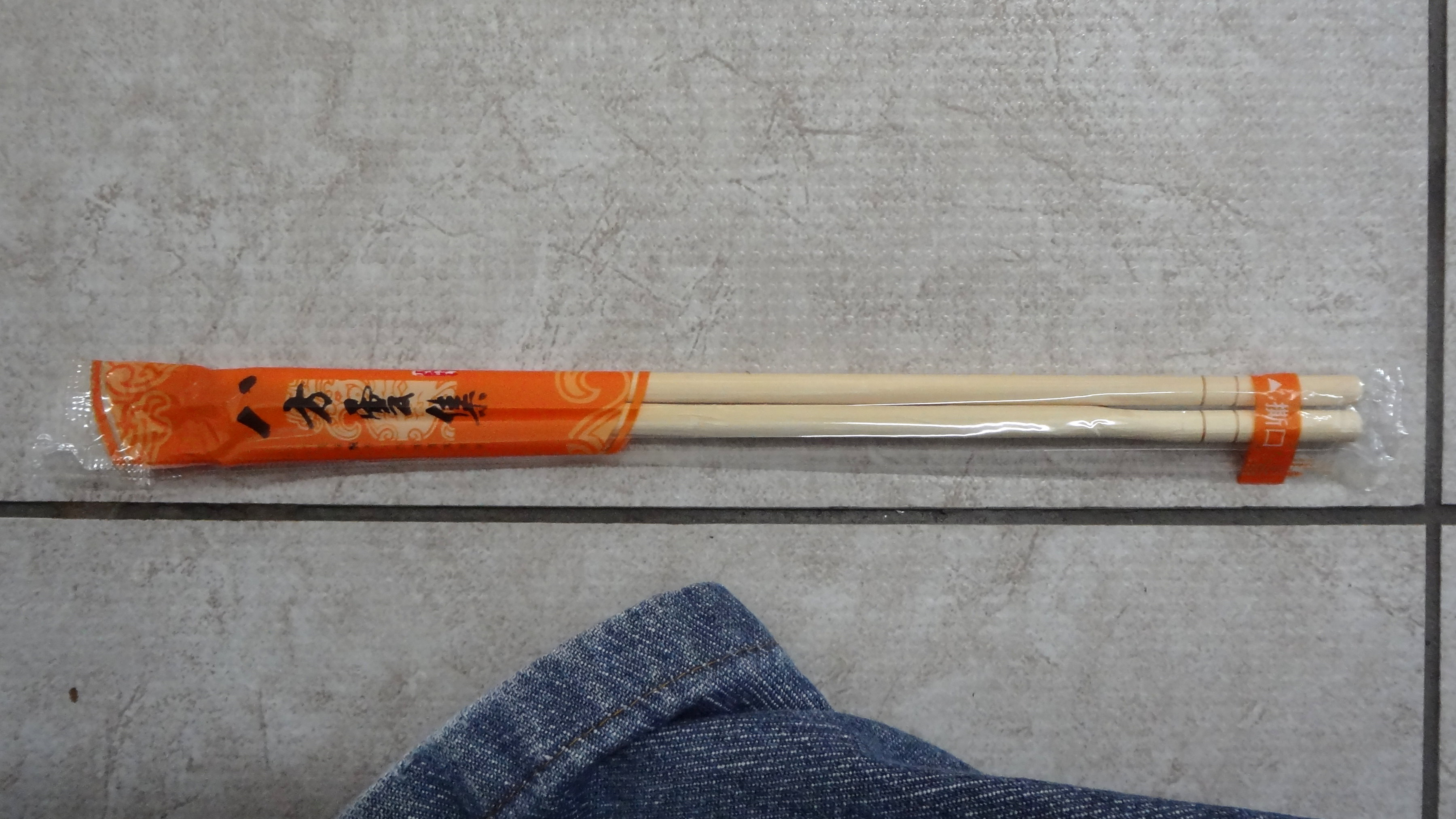
以透明塑膠套包裝的免洗筷，塑膠套上印有店家的名稱。

衛生筷通常有筷子套包裝，有紙套和塑膠套兩種。日本的紙套多不會露出筷子頂端，香港的則多是密封。中國大陸生產的多會用半透明塑膠套包裝。有些店家或製造商會在筷子套上印上自家的名稱、地址、電話等作廣告宣傳之用。在西方或旅遊區食肆，有些筷子套會印上筷子使用說明。

## 使用便利筷的原因
有些人認為用便利筷可能比較乾淨及衛生，因為可以避免經唾液傳染的疾病傳播。此外像素麵、蕎麥麵、烏龍麵等麵類，使用一次性筷子比塗漆筷較容易挾起食物。另外，顧客購買外帶食品時，店家提供一次性筷子可避免顧客自行攜帶筷子的麻煩。即食文化有助增加食品店銷售額。

## 环保問題
有人认为一次性筷子对木材等消耗巨大，可能造成不利的环境影响。同时有人认为一次性木筷的木材是没有其他用途的速生桦树木材，多来自人工林，属于对林业资源的正常使用，对环境的影响不大。
中國大陸现在已经禁止衛生筷的进口。
中華民國行政院環境保護署於2006年6月9日發佈公告「免洗餐具限制使用對象、實施方式及實施日期」，限制中華民國境內之政府部門及公私立學校，全面禁用免洗餐具，包含免洗筷。
2019年8月，台灣行政院環保署發布公告〈修正免洗餐具限制使用對象及實施方式〉。該公告內容，在2006年針對「政府機關、學校餐廳不得提供免洗餐具」之規定下，為持續推廣該方案，新增規定：「百貨公司業、購物中心及量販店業，於其提供餐飲之場所供消費者現場食用時，不得提供各類材質免洗餐具。」戶倉恆信對於該公告有批判，所謂「餐具」並非環保署所定義的內用與外帶之二分，也無法將塑膠類與其他各類材質以兩類來劃分，把其區隔用餐場所的。

## 衛生問題
雖然衛生筷看似比一般多次使用的筷子衛生，但製作工場的衛生狀況與製作過程中所添加的物質都可能影響用家的健康。一雙衛生筷需要經過鋸開、刨片、煮、成型、烘乾、拋光及分揀包裝等工序，然而不少廠家為了節省成本，往往會省略部份工序或採用不合格的用料。
台灣國立成功大學醫學院護理系的趙可式教授指出，衛生筷工廠把製作中的衛生筷浸在化學液體中，該等液體可能含有致癌物質。曾投資免洗竹筷廠的台北市議員王正德表示，免洗竹筷一般製成不會再做任何處理，有發霉才會使用二氧化硫燻蒸漂白，将筷骨放进熏房，下燃柴火，上盖硫磺來“熏白”筷子然後直接进烘房烘乾成形。最后再加入滑石粉给筷子“抛光”。部分黑心厂家为了节省成本，會用工业硫磺、双氧水或硫酸钠浸泡。硫磺燃烧後會產生二氧化硫，在熏制过程中残留在筷子上，只有通过水煮或水洗才能把包裹在筷子上的二氧化硫清除掉。據2000年5月30日中央社記者康世人的報導，指出台北市議員陳玉梅、王正德、李彥秀根據台灣衛生署一份報告指出，製造竹筷必須以二氧化硫燻蒸，製造商又未予以水煮，殘留物質可能誘發氣喘。由於清洗硫磺需要浸泡一星期，廠家為降低成本，常把清洗硫磺这道工序省略。
中国包装资源综合利用委员会副主任董金狮表示，卫生筷子要包括消毒（把大肠杆菌等对人体有害的菌种杀死）和不能含有有害化學物質（硫磺、重金属等）。他指出，正规的筷子生产过程中要对筷子进行充分的浸泡、消毒，用的消毒液要符合食品卫生要求。还要用清水进行充分的漂洗，漂洗完进行彻底的干燥，使筷子的水分含量达到百分之七以下。包装过程要在无菌的车间里进行包装材料也有严格的要求。不合格的筷子生产过程中少了严格消毒的工序，多了很多化学物质，化學物質會残留在筷子的表面、渗透到筷子裡面，危害人体健康。比如硫磺会对人的呼吸道和胃黏膜产生刺激作用，会造成中毒。工业硫磺裡有重金属如铅、砷等，損害肝和肾。滑石粉会導致胆结石。双氧水是强氧化剂，会对人体产生很大的刺激作用。
台灣食品衛生處處長指出，二氧化硫會誘發氣喘，但不會增加罹患率，在衛生筷的殘存的量也非常稀少，又透過層層間隔，危害不大，另外，二氧化硫本來就是合法的食物添加物，有些食物中也含有二氧化硫的成分。 

### 相關研究及報告
德育護專在1999年10月所出版的《德育學報》上有一篇「大臺北地區免洗筷之衛生調查」，抽查大台北地區19件免洗筷之衛生狀況，結果在部分樣品中發現有黴菌，其他則未驗出大腸桿菌，作者結論是「顯示大台北地區免洗筷之衛生狀況尚可」。
台灣消費者文教基金會出版的《消費者報導》1999年10月刊出的文章「免洗筷塑膠袋暗藏危機」提醒大家注意包裝免洗筷的塑膠袋內部所印刷的油墨。2000年8月又有「市售免洗筷二氧化硫測試報告」，同時含括衛生筷的「衛生測試」與「二氧化硫殘留量」。根據報告，在衛生測試的大腸桿菌部分，10件樣品皆符合「餐具衛生標準」的規定；二氧化硫的測試，由參考「食品添加物使用範圍及用量標準」，結果也都在標準範圍之內。 
据中国包装资源综合利用委员会於2003年的统计，中國大陸一次性筷子的使用量是三百五十亿双，市场上用的筷子有百分之八十不符合卫生要求。

## 參看
- 壽司蓆
- 免洗餐具